# Tentaoculus balantiophaga
Tentaoculus balantiophaga is een slakkensoort uit de familie van de Pseudococculinidae. De wetenschappelijke naam van de soort is voor het eerst geldig gepubliceerd in 1996 door B.A. Marshall.